# Le Donzeil
Le Donzeil é uma comuna francesa na região administrativa da Nova Aquitânia, no departamento de Creuse. Estende-se por uma área de 13,54 km². Em 2010 a comuna tinha 192 habitantes (densidade: 14,2 hab./km²).